# Валєєв Руслан Салаватович
Русла́н Салава́тович Валє́єв (нар. 31 жовтня 1981, Одеса) — український футболіст, нападник. Має брата — Рінара.

## Життєпис

### Клубна кар'єра
Вихованець одеського «Чорноморця». У 1998 році перейшов в німецький клуб «Боруссія» з Менхенгладбаха.
2000 року перейшов до нідерландського «Де Графсхапа» з міста Дутінхем. Практично відразу завоював місце в основному складі, визнавався найкращим гравцем команди. У складі «Де Графсхапа» провів п'ять сезонів, з них чотири у вищому дивізіоні чемпіонату Нідерландів, а один у другій за значимістю лізі. У 2005 році перейшов в інший клуб чемпіонату Нідерландів, «Еммен» з однойменного міста. У «Еммені» провів два повних сезони, після чого вирішив повернутися в Україну.
У 2007 році Валєєв підписав контракт з одеським «Чорноморцем», за який у той час вже виступав його молодший брат Рінар, проте травми завадили Руслану пробитися в основний склад. За «Чорноморець» він не зіграв жодного матчу у вищій лізі, виступаючи тільки за дублюючий склад.
У 2010 році провів неповний сезон в ярославському «Шиннику», після чого фактично завершив кар'єру гравця. Наразі проживає в Дюссельдорфі (Німеччина).

### Кар'єра в збірній
У 2000 році у складі  юнацької збірної України став срібним призером чемпіонату Європи. У 2001 році у складі молодіжної збірної України виступав на чемпіонаті світу в Аргентині. За підсумками 2001 року був включений до списку 33-х найкращих футболістів України за версією газети «Команда».

## Досягнення
Юнацька збірна України (U-18):
 Срібний призер чемпіонату Європи серед юнацьких команд 2000.
Особисті:
- Одного разу газета «Команда» включила Валєєва до щорічного переліку «33 найкращих футболістів України»: 2001 на позиції атакувального півзахисника під №3.